# Batalha de Mioneso
A Batalha de Mioneso foi uma batalha naval travada em 190 a.C., durante a guerra da República Romana contra o Império Selêucida de Antíoco III, o Grande pela dominação da Grécia. Participaram dela uma frota selêucida contra uma romana auxiliada por uma frota da ilha de Rodes; e os últimos sagraram-se vencedores.

## Batalha
De acordo com o relato de Apiano, pouco tempo depois Polixênidas e os romanos tiveram um confronto naval próximo a Mioneso, onde o primeiro já tinha estacionados noventa navios tripulados, e Regilo, o almirante romano, oitenta e três, dos quais vinte e cinco eram de Rodes. Estes foram organizados por seu comandante, Eudoro, na ala esquerda. Ao ver Polixênidas na outra ala, estendendo sua linha muito além da dos romanos, por medo de ser cercado, Eudoro conduziu ali rapidamente, com seus navios velozes e remadores experientes, e levou seus navios de fogo em direção ao próprio Polixênidas, espalhando chamas por toda a parte. Os navios deste não ousaram ir de encontro a seus agressores, devido ao fogo, e preferiram contorná-los, tentando manter-se longe do fogo, e acabaram expostos a outros navios. Quando um navio de Rodes abalroou um de Sídon, o golpe foi tão forte que a âncora deste acabou presa dentro daquele, unindo-os; a batalha que se seguiu entre a tripulação foi tão feroz que lembrou um combate em terra. À medida que outros navios se aproximaram para ajudá-los, a competição de ambos os lados se tornou cada vez mais intensa, e os navios romanos acabaram irrompendo pela linha de batalha dos antioquinos, terrivelmente exposta, e acabou logrando que o inimigo se rendesse antes que percebesse o ocorrido; o resto acabou fugindo. Os selêucidas perderam vinte e nove navios antioquinos, dos quais treze foram capturados com toda a sua tripulação, enquanto os romanos perderam apenas duas embarcações. Polixênidas capturou o navio de Rodes e o levou a Éfeso.